# Steve Lacy
Steve Lacy, właśc. Steve Thomas Lacy-Moya (ur. 23 maja 1998 w Compton, w Kalifornii) – amerykański muzyk, wokalista, kompozytor piosenek i producent muzyczny. Jest jednym z członków zespołu The Internet, w którym jest gitarzystą. Urodził się w Compton, gdzie jako dziesięciolatek zaczął swoją muzyczną działalność, grając w szkolnych zespołach.
Jego debiutancki album, Apollo XXI, wydany w maju 2019 r., został nominowany do nagrody Grammy w kategorii Best Urban Contemporary Album.

## Kariera muzyczna
W wieku siedmiu lat Thomas miał pierwszy kontakt z grą Guitar Hero, dzięki której zainteresował się grą na gitarze. W szkole średniej poznał jednego z członków The Internet, Jameela Brunera, z którym występował wspólnie w szkolnym zespole jazzowym. Pierwszy kontakt z produkcją muzyki miał tworząc beaty za pomocą swojego Iphone’a, a swoją pierwszą piosenkę napisał za pomocą wtyczki gitarowej iRig.
W 2013 zaczął współtworzyć trzeci album studyjny zespołu o tytule Ego Death. W 2016 r. album Ego Death został nominowany do nagrody Grammy w kategorii Best Urban Contemporary Album.
Pojawił się gościnnie na dwóch solowych albumach członków The Internet. Wyprodukował piosenki dla takich artystów jak: Denzel Curry, J. Cole, GoldLink, Twenty88 czy Isaiah Rashad. Jest producentem utworu Pride⁣, który pojawił się na zwycięskim albumie nagrody Grammy Kendricka Lamara, Damn.
W kwietniu 2019 r. Lacy wypuścił singiel N Side, który znalazł się na jego debiutanckim albumie Apollo XXI. Tydzień po premierze albumu, która odbyła się 24 maja, Steve przedstawił dwa nowe single Playground i Hate CD.
Kompilacja jego prac muzycznych z wczesnych lat pojawiała się 4 grudnia 2020 r. i nosi tytuł The Lo-Fis.
Najnowszy singiel, Mercury, wraz z teledyskiem Steve wydał 16 czerwca 2022 r. Drugi album studyjny, Gemini Rights pojawił się 15 lipca w 2022 r.

## Życie prywatne
W 2017 r. Lacy określił się osobą biseksualną.

## Dyskografia

### Albumy
| Tytuł           | Rok wydania | Wytwórnia          |
| --------------- | ----------- | ------------------ |
| - Apollo XXI    | - 2019      | - AWAL, 3Qtr       |
| - Gemini Rights | - 2022      | - RCA Records, L-M |

### EP
| Tytuł               | Rok wydania | Wytwórnia    |
| ------------------- | ----------- | ------------ |
| - Steve Lacy’s Demo | - 2017      | - AWAL, 3Qtr |